# 尼康EM
尼康 EM是尼康於1979年推出的傳統單鏡反光相機，設有Auto/B/M90機械快門，快門速度為1/1000秒。
它的操作被認為十分簡易，適合新上手的使用者。

## 外部連結
- 尼康 EM （页面存档备份，存于）